# Río Daroca
Daroca es un pequeño río afluente del Ebro, situado entre los valles del Najerilla e Iregua en La Rioja. Nace en la Sierra de Moncalvillo y atraviesa los municipios de Daroca de Rioja, Medrano, Entrena, Navarrete y Fuenmayor. En su parte  baja es encauzado en el Río Antiguo, una acequia proveniente del Iregua.

## Embalses
Dentro de su cuenca hay diversas balsas de aprovechamiento del agua para regadío.

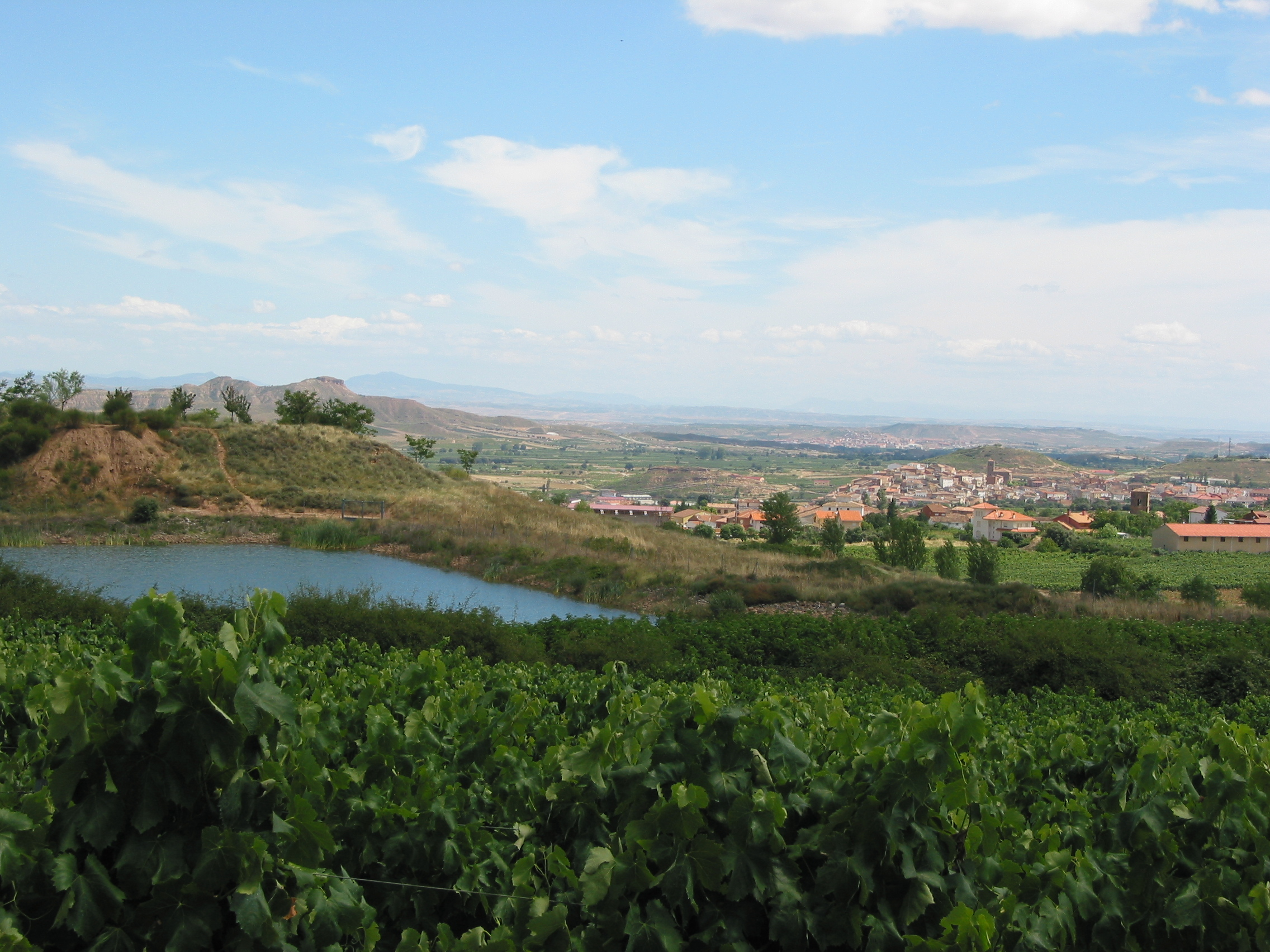
Balsa de Medrano.

- Balsa de Daroca (0,002 hm³)
- Balsa de Medrano (0,060 hm³)
- Embalse de Valbornedo (0,200 hm³)

- Datos: Q3016426